# Phường IV, Vị Thanh
Phường IV là một phường thuộc thành phố Vị Thanh, tỉnh Hậu Giang, Việt Nam.

## Địa lý
Phường IV có vị trí địa lý:
- Phía đông giáp huyện Vị Thủy
- Phía tây và phía bắc giáp xã Vị Tân
- Phía nam giáp Phường I và Phường V.

Phường IV có diện tích diện tích 7,97 km², dân số năm 2020 là 12.754 người, mật độ dân số đạt 1.600 người/km².

## Hành chính
Phường IV được chia thành 7 khu vực: 1, 2, 3, 4, 5, 6, 7.

## Lịch sử
Ngày 1 tháng 7 năm 1999, Chính phủ ban hành Nghị định số 45/1999/NĐ-CP về việc thành lập Phường IV trên cơ sở 352,32 ha diện tích tự nhiên với 7.518 nhân khẩu của thị trấn Vị Thanh cũ và 210 ha diện tích tự nhiên với 3.754 nhân khẩu của xã Vị Đông.
Phường IV có 562,32 ha diện tích tự nhiên và 11.272 nhân khẩu.
Ngày 23 tháng 9 năm 2010, Chính phủ ban hành Nghị quyết số 34/NQ-CP về việc thành lập thành phố Vị Thanh thuộc tỉnh Hậu Giang. Phường IV trực thuộc thành phố Vị Thanh.
Ngày 31 tháng 12 năm 2016, UBND tỉnh Hậu Giang ban hành Quyết định về việc công nhận Phường IV đạt chuẩn phường văn minh đô thị.

## Xã hội
1. Khu dân cư Liên Minh (đang xây dựng).
2. Khu dân cư phường IV và xã Vị Đông.
3. Khu hành chính Tỉnh ủy Hậu Giang.
4. Trường trung cấp nghề Hậu Giang.
5. Trường Cao đẳng Luật Miền Nam (Trung cấp Luật Vị Thanh cũ).
6. Trường dạy trẻ khuyết tật Hậu Giang (đang xây dựng).
7. Khu du lịch sinh thái Hồ Đại Hàn (đang xây dựng).